# 長歌行 (曹叡)
《長歌行》是三国时期魏明帝曹叡所创诗作，文学体裁为五言古风。
长歌行，属乐府相和歌平调七曲之一，曲已经丢失，歌辞留世近十首。其中包括古辞三首，魏明帝曹叡、傅玄、陆机、谢灵运、南朝梁元帝各一首，沈约两首，唐朝李白、王昌龄各一首。

## 创作背景
此诗创作于三国动乱时期，面对战争带来的社会萧条，曹叡想及母亲，心中悲悯之情油然而生。